# Jo Van Fleet
Jo Van Fleet (Oakland, 30 de desembre de 1915 – Queens, 10 de juny de 1996) va ser una actriu de teatre i cinema estatunidenca.
Van Fleet es va establir com a actriu dramàtica a Broadway durant uns quants anys, que li van fer guanyar un Premi Tony el 1954 pel seu difícil paper, interpretant un indiferent, i fins i tot injuriós personatge, a l'obra de Horton Foote The Trip to Bountiful amb Lillian Gish i Eva Marie Saint.
El seu primer paper al cinema va ser interpretant el personatge de la mare de James Dean a A l'est de l'edèn (1955). Aquesta actuació li va fer guanyar a Van Fleet un Oscar a la millor actriu secundària. Els seus subsegüents treballs al cinema inclouen The Rose Tattoo, I'll Cry Tomorrow (ambdues el 1955), Un rei per a quatre reines (1956), i Gunfight at the O.K. Corral (1957).
El 1958, va ser nominada per un Premi Tony a la millor actriu per a la seva actuació dins Look Homeward, Angel a Broadway.
Altres pel·lícules són Riu Salvatge (1960), Cinderella (1965), La llegenda de l'indomable (1967), i I Love You, Alice B. Toklas (1968).
Van Fleet es va casar amb William Bales des de 1946 fins a la seva mort el 1990, i a va sobreviure al seu fill Michael Bales, i net, Arden Rogow-Bales. Va morir a Queens, Nova York de causes irrevelades a l'edat de 80 anys.
Té una estrella al Passeig de la Fama de Hollywood per a la seva contribució al cinema, al 7000 del Bulevard de Hollywood.